# Xavier Boulanger
Pour les articles homonymes, voir Boulanger (homonymie).
Xavier Boulanger, né le 2 avril 1962 à Forbach, et mort le 20 octobre 2020 à Strasbourg, est un acteur français.

## Biographie
Xavier Boulanger est formé au Conservatoire à rayonnement régional de Strasbourg. Il commence sa carrière théâtrale avec Mowgli l'enfant-loup de Rudyard Kipling. Il enchaîne avec La Pesée de l'Esprit de Jean Jacques Mercier à Strasbourg. Il joue au théâtre d'Auxerre, puis au TNS. Laurent Fréchuret le dirige dans le rôle du Roi Lear de Shakespeare au Théâtre de Sartrouville.
Parallèlement, il entame une carrière cinématographique et assure des doublages.
Le 20 octobre 2020, il meurt terrassé par une crise cardiaque.

## Théâtre
- 1987-1992 : Mowgli l'enfant-loup de Rudyard Kipling, mise en scène E. de Dadelsen - TJP Strasbourg, tournée européenne & française
- 1993 : La Pesée de l'Esprit, mise en scène par Jean Jacques Mercier, Strasbourg, Compagnie Articulations Théâtre
- 2008 : Le Roi Lear de Shakespeare, mise en scène Laurent Fréchuret - Théâtre de Sartrouville
- 2009 : Le chemin des passes dangereuses de M-M Bouchard, mise en scène Laurent Crovella - Cie Les Méridiens
- 2010 : Moulins à paroles de A. Bennett, mise en scène Laurent Crovella - Cie Les Méridiens
- 2010 : Médée d'Euripide, mise en scène Laurent Fréchuret - Théâtre de Sartrouville
- 2011 : Ce qui évolue, ce qui demeure de H. Barker, mise en scène F. Mentré - Théâtre national de Strasbourg
- 2013 : La petite trilogie Keene de D. Keene, mise en scène Laurent Crovella - Cie Les Méridiens
- 2013 : Candide de Voltaire, mise en scène Pierre Diependaele - Théâtre du Marché aux Grains
- 2014 : Orchestre Titanic de Hristo Boytchev, mise en scène Laurent Crovella - Cie Les méridiens
- 2015 : Hiver de Jon Fosse, mise en scène L. Crovella-Cie Les Méridiens
- 2015 : Ombre blanche de Heinrich Heine, mise en scène Christian Rätz - Voix Point Comme
- 2016 : L'Apprenti de D. Keene, mise en scène L. Crovella - Cie Les Méridiens
- 2017 : L'abattage rituel de Gorge Mastromas, mise en scène Illia Delaigle - Cie Kalisto

## Filmographie
- 1993 : Liberté, liberté chérie de Jean Chérasse (TV)
- 1993 : Le Petit Monde de Pierre de Jean-Marie Perrochat (TV)
- 1995 : Les Alsaciens ou les Deux Mathilde de Michel Favart (TV)
- 1996 : For Ever Mozart de Jean-Luc Godard
- 1997 : L'Inconnu de Strasbourg de Valeria Sarmiento
- 1999 : Party Time de Luis Miranda
- 2001 : L'Ami Fritz de Jean-Louis Lorenzi (TV)
- 2003 : Une douce jeunesse de Gael Zacks
- 2004 : Luther de Jean-François Delassus (TV)
- 2006 : Les Miettes de Pierre Pinaud - César 2009 du meilleur Court métrage
- 2007 : La Résistance de Félix Olivier / Christophe Nick (TV)
- 2007 : La Saison des orphelins de David Tardé
- 2008 : Le Nouveau Protocole de Thomas Vincent
- 2008 : Le jour viendra de Suzan Schneider
- 2008 : L'Affaire Paul Dumont de Jérôme Gluzicki (TV)
- 2009 : Alamo, court métrage de Jean-François Pey
- 2009 : Black out de René Manzor (TV)
- 2009 : L'Homme de la berge d'Olivier Charasson
- 2010 : Mike de Lars Blumers quinzaine des Réalisateurs Cannes 2010
- 2010 : Tous les soleils de Philippe Claudel
- 2011 : À la longue de Sylvain Pioutaz
- 2012 : Le Défi des Bâtisseursde Marc Jampolsky
- 2012 : Une vie de théâtre de Gautier Gumpper
- 2014 : Comme si de D. Baudry
- 2014 : Les Bêtises réal. Alice et Rose Philippon
- 2016 : Gutenberg de Marc Jampolsky
- 2016 : Capitaine Marleau de Josée Dayan
- 2016 : Zone blanche, Ego prod/ France 2
- 2018 : Perdrix de Erwan Le Duc - Quinzaine des réalisateurs Cannes 2019
- 2019 : Un avion sans elle de Jean-Marc Rudnicki

## Doublage

### Cinéma

#### Films d'animation
Le Noël de Pettson et Picpus